# Сушки (Черкаський район)
Су́шки — село в Україні, в Черкаському районі Черкаської області. Підпорядковується Ліплявській сільській громаді.

## Історія
Село виникло за козацької доби. Згідно з універсалом польського короля Стефана Баторія від 1578 року реєстрові козаки отримали землі по Дніпру. Так, першим поселенцем на цих землях був козак Сушко. За іншою версією, назва села походить від місця сушіння рибалками риби на березі Дніпра. Село відносилось до складу Бубнівської (Богушківської) сотні. 
Після Переяславської ради 1654 року Сушки увійшли до складу Гетьманщини у складі Конончацької сотні Канівського полку. 
20 квітня 1708 р. гетьман Іван Мазепа надав універсал на с. Сушку Бубнівському сотнику Денису Деркачу. В 1781 р. у селі проживали 2 шляхтичі, 3 різночинці, 1 священик, 1 церковник, було 20 хат виборних козаків, 42 хати козаків підпомічників, 80 хат посполитих. У 1787 р. тут було 432 душі у володінні бунчукових товаришів Івана Максимовича, Івана Деркача, Івана Базилевича (колезького асесора), Петра Неверовського, козаків та селян. Тоді Сушки налічували 432 особи в 142 дворах. 
Внаслідок розвитку промисловості та реформ у сільському господарстві село перетворилось на значне містечко з населенням в 3887 осіб у 1910 році.
В 1925 році створено перше ТСОЗ, через рік засновано артіль «Воля». 1929 року обидва господарства були об'єднані в колгосп «Комуніст». 1959 року він увійшов до складу сусіднього прохорівського колгоспу імені Шевченка, згодом «Росія». З 1965 по 2020 роки село перебувало в складі Канівського району, а після його ліквідації з 2021 року — у складі Черкаського району.

## Населення
Населення села становить 700 осіб (2009[джерело?]; 818 осіб в 2001).

### Мовний склад
Рідна мова населення за даними перепису 2001 року:
| Мова       | Чисельність, осіб | Доля     |
| ---------- | ----------------- | -------- |
| Українська | 781               | 95,48 %  |
| Російська  | 34                | 4,16 %   |
| Вірменська | 2                 | 0,24%    |
| Інше       | 1                 | 0,12 %   |
| Разом      | 818               | 100,00 % |

## Сучасність

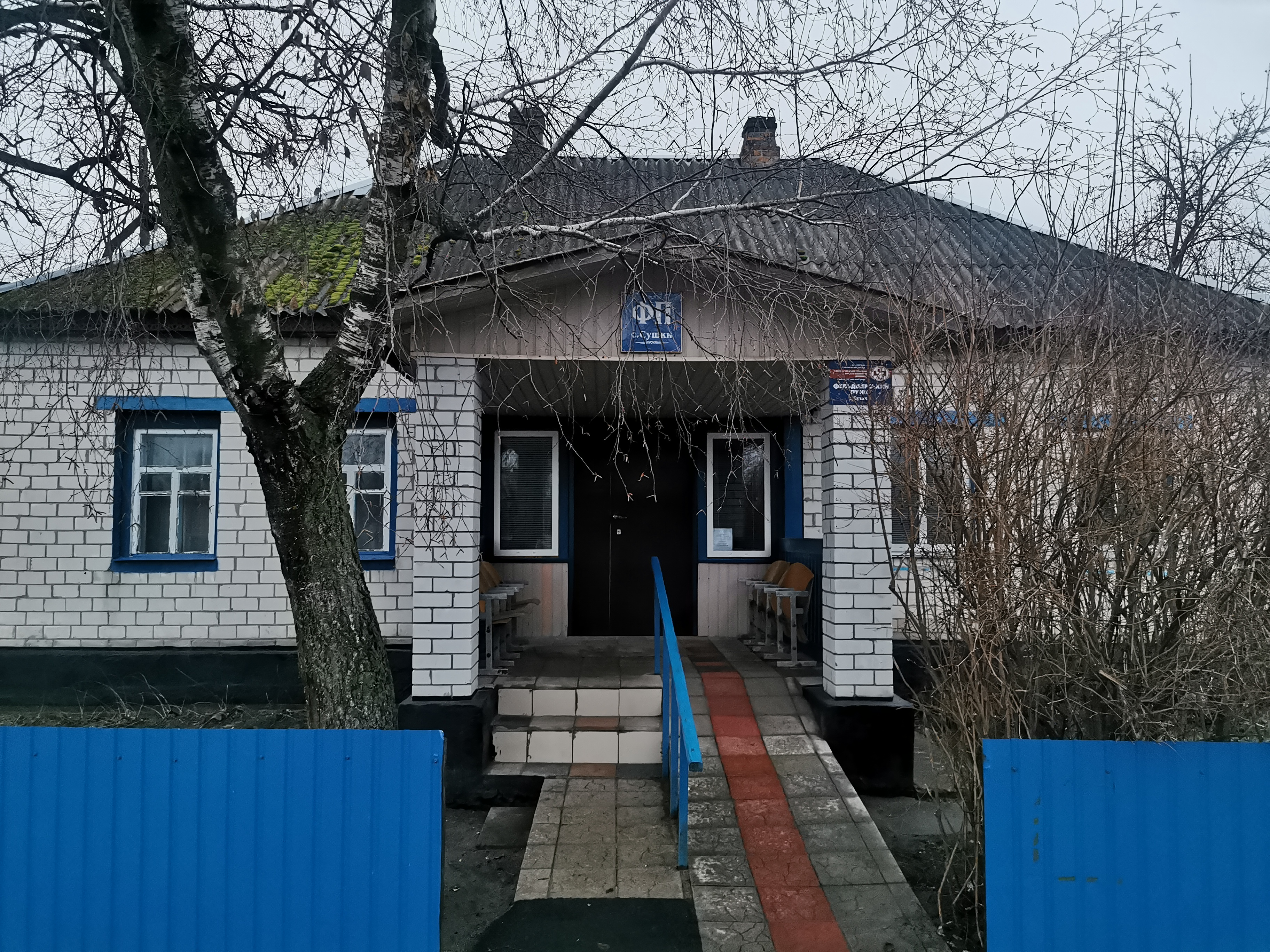
Фельдшерский пункт с. Сушки

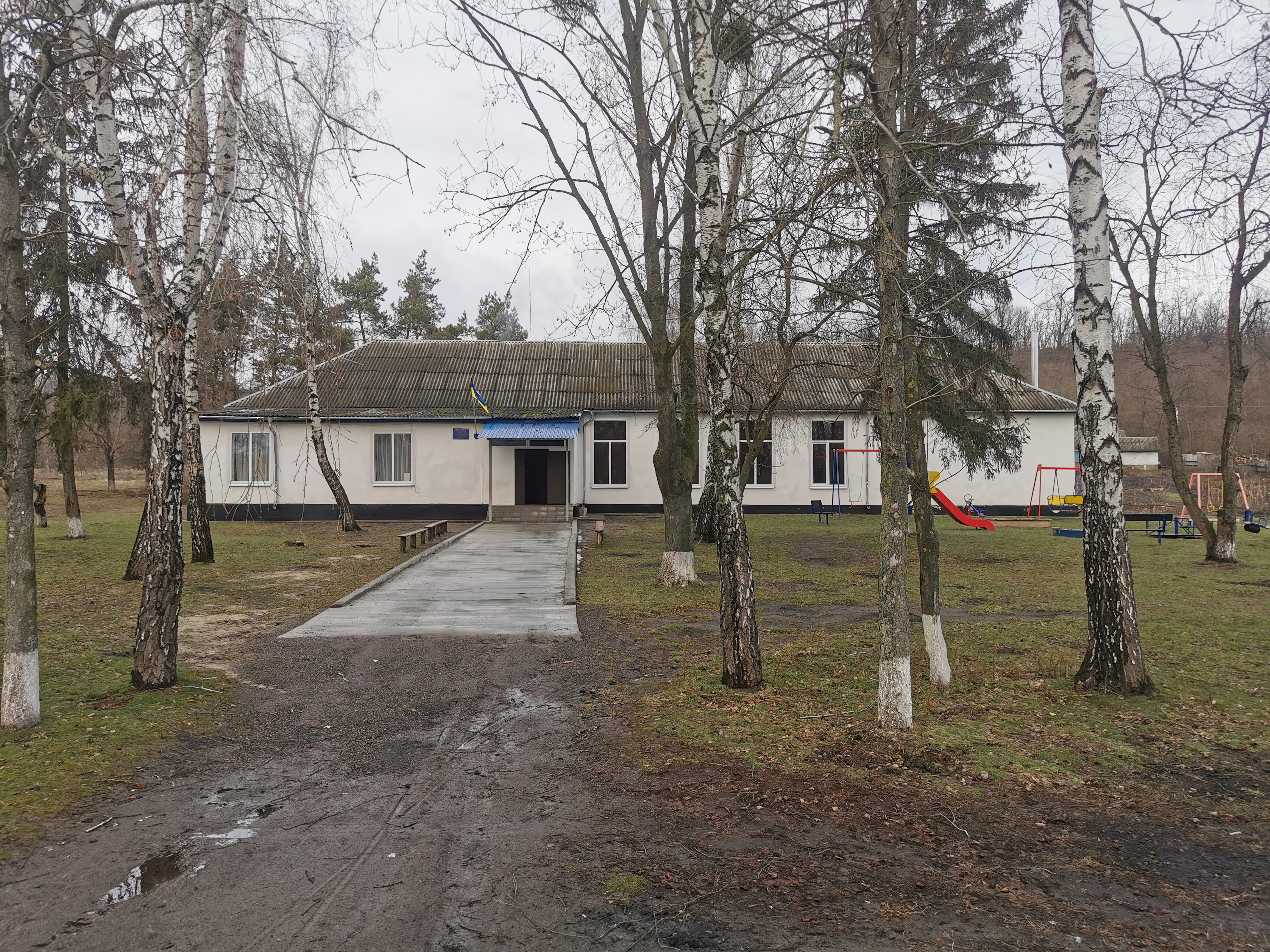
Будинок Культури с. Сушки

На сьогодні в селі діють будинок культури, фельдшерсько-акушерський пункт, магазини. На землях села працюють ХПП «Гладківщанське», СТОВ «Богатир» та ТОВ «Пасіка 21».

## Відомі люди
- Богородицький Василь Олексійович — російський лінгвіст, професор Казанського університету, член-кореспондент Російської Академії наук
- Моторний Андрій Данилович — український геодезист, професор Львівського політехнічного інституту
- Засенко Людмила Петрівна — українська та російська бандуристка і співачка, хормейстерка Южно-Сахалінського народного ансамблю козачої пісні "Воля", заслужена працівниця культури України та Росії, активістка українського руху в Росії[3].

## Примітки

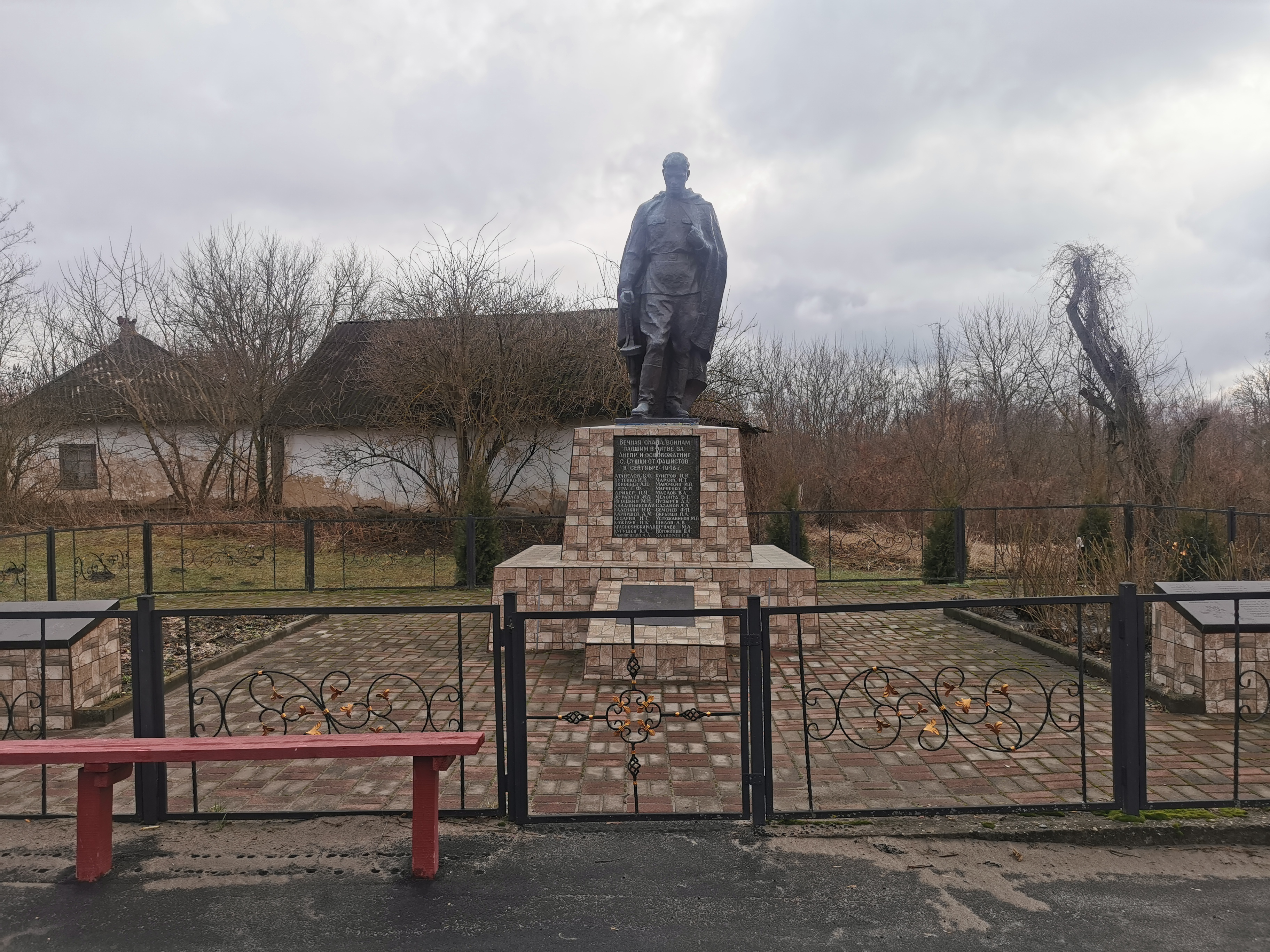
Пам'ятник у с. Сушки

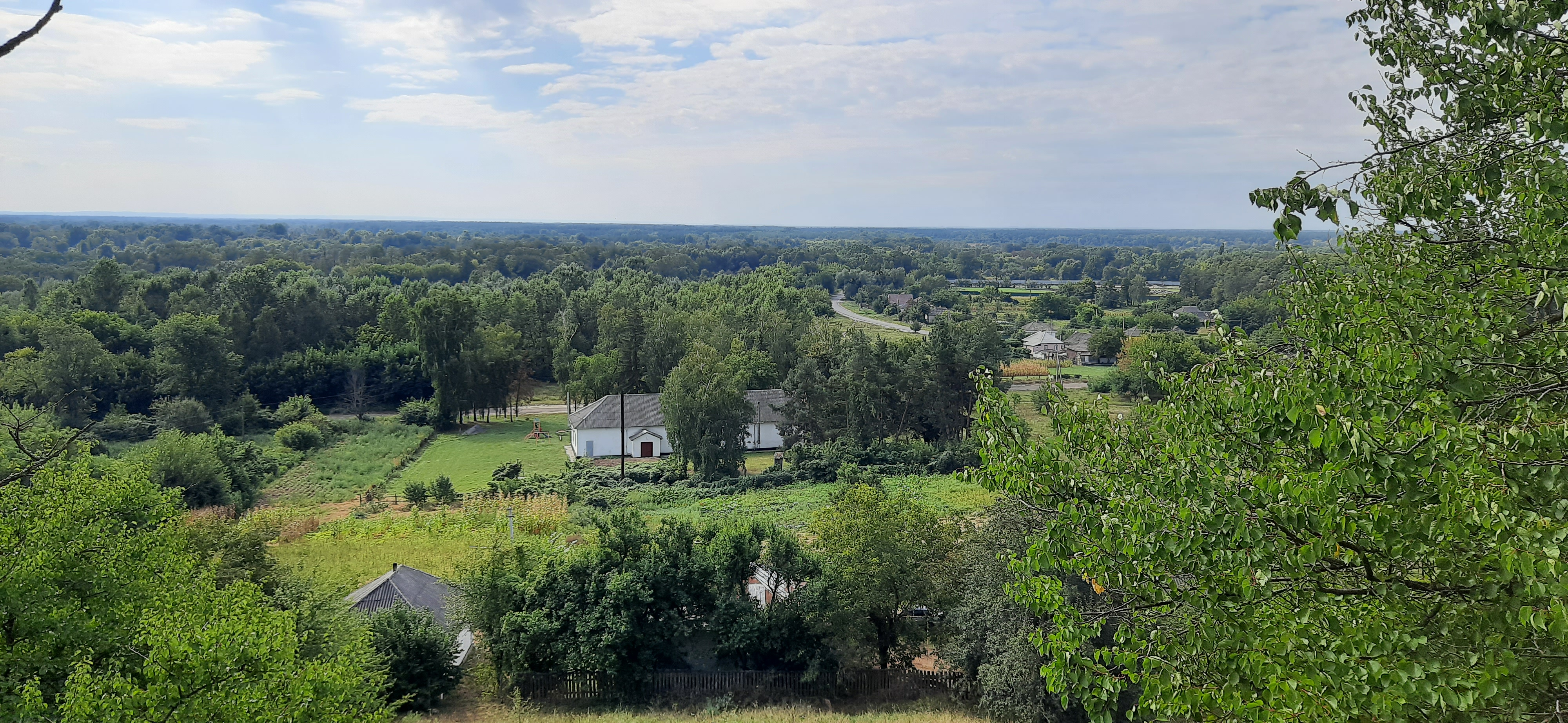
Панорама с. Сушки влітку

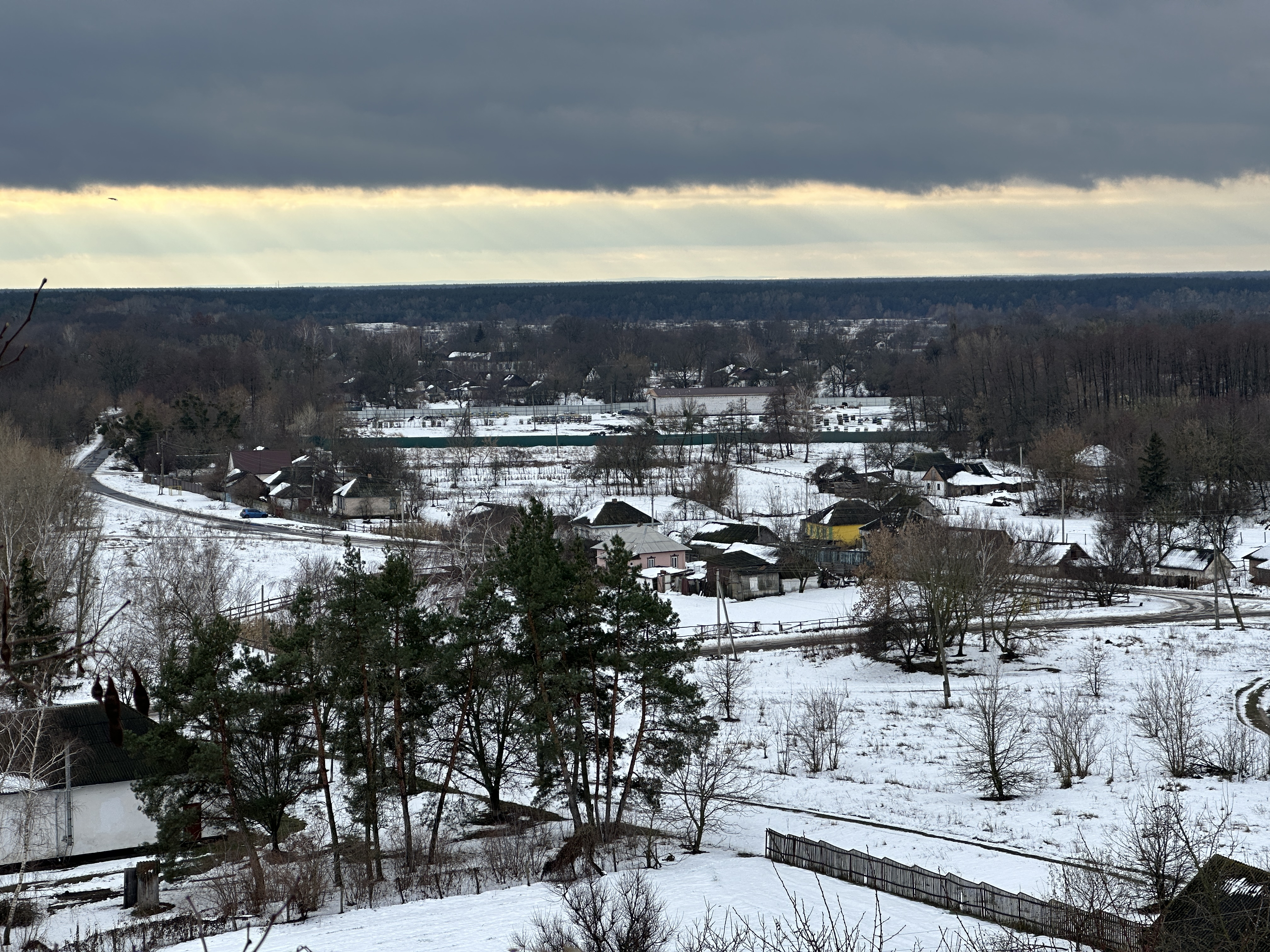
Панорама с. Сушки взимку